# Arrest Slagkwikpijpjes

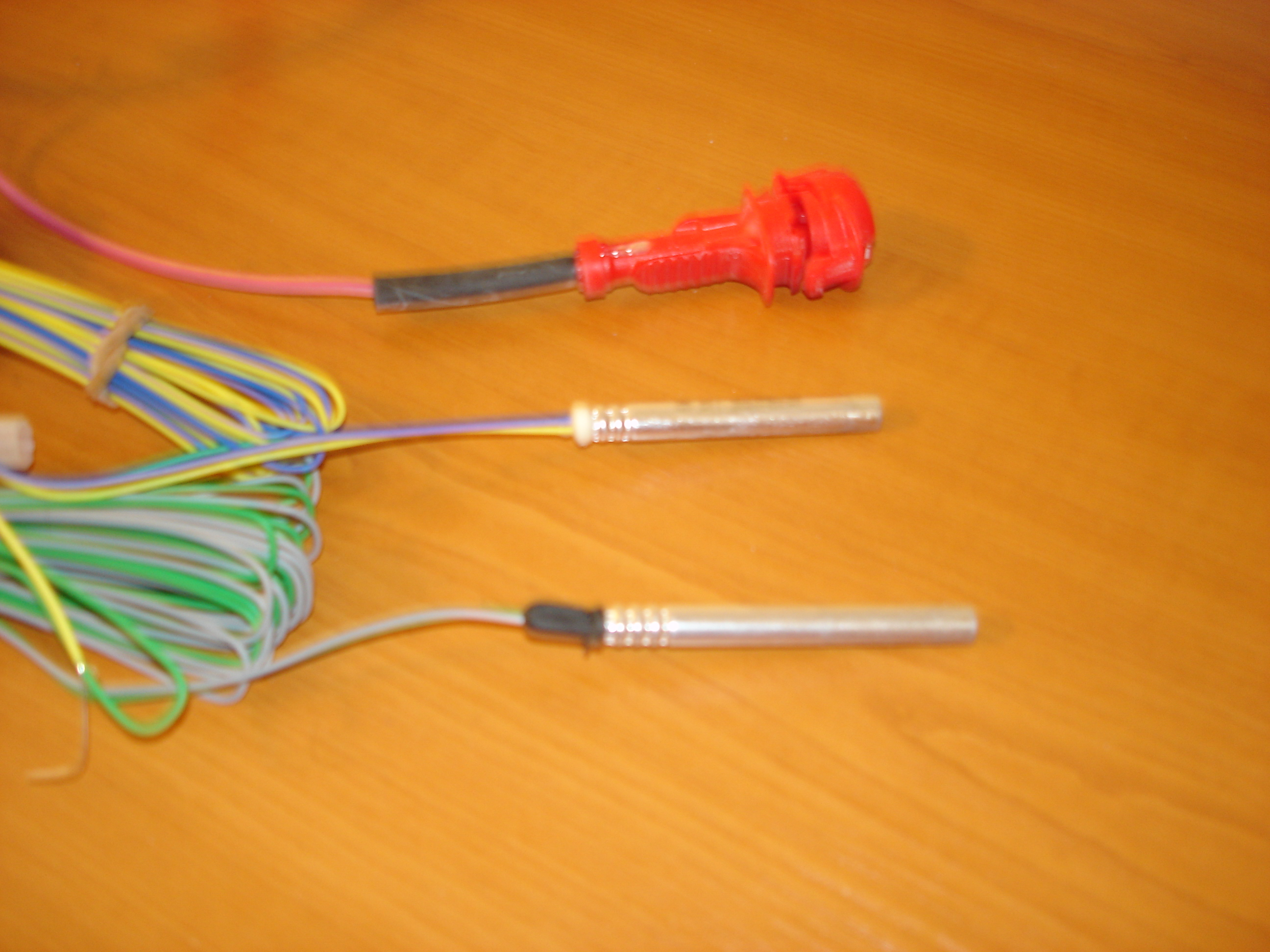
Elektrische slagkwikpijpjes

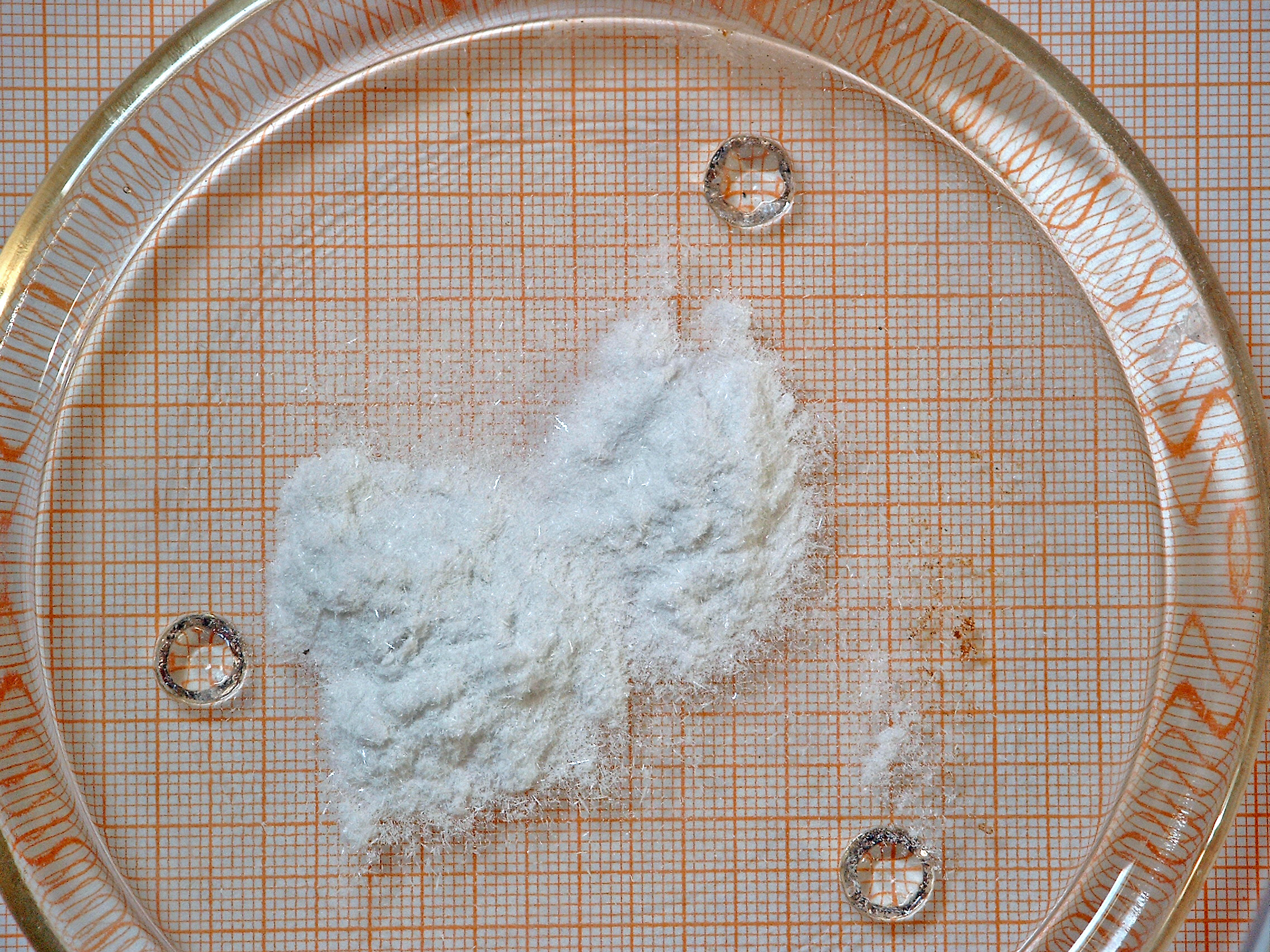
Slagkwik

Het arrest Slagkwikpijpjes (HMG 18-02-1921, NJ 1921, 327) is een arrest van het Nederlandse Hoog Militair Gerechtshof (militair strafrecht) dat betrekking heeft op causaliteit bij een ongeluk met een "verdwaald" slagkwikpijpje in handen van twee civiele werklui.

## Casus
Een reserve-luitenant, tijdelijk gedetacheerd bij de handgranatenschool te Waalsdorp, vindt in oktober 1919 in zijn uniformjasje twee slagkwikpijpjes die hij per ongeluk naar zijn pension heeft meegenomen.
Zo een buisje, gevuld met een wit poeder dat explosief is (slagkwik), is een detonator voor een granaat. Hij waarschuwt zijn hospita dat deze buisjes gevaarlijk kunnen zijn. Na het weekend vergeet hij ze mee terug te nemen.
Als hij in januari 1920 naar Leiden verhuist, laat hij de twee buisjes achter –wederom vergeten– in een vaasje op de schoorsteenmantel van zijn zitkamer. Als de hospita kort daarna overlijdt, wordt het huis verkocht en door haar inwonende dochter ontruimd, waarbij ze het vaasje meeneemt maar de pijpjes op de schoorsteenmantel laat liggen. De dochter kende de militair en moet hebben geweten dat hij wel vaker wapens of andere gevaarlijke voorwerpen in zijn kamer had. Daaruit concludeert het hof dat zij wellicht ook onvoorzichtig heeft gehandeld door de pijpjes niet veilig op te bergen.
Door een onbekend persoon zijn de pijpjes in de keuken terechtgekomen op de begane grond aan de achterzijde van het pand. Een masseuse, die nog enige tijd in het verder onbewoonde pand haar praktijk uitoefende, gebruikte een van de pijpjes als raampin in een schuifraam in de keuken.
Een paar maanden na haar vertrek –het is intussen half mei 1920– komen twee werklieden voor een paar reparaties. Bij een inspectie van ramen en deuren vindt een van hen een vreemde "raampin". 
Met een in de keuken gevonden hoedenspeld peutert hij in de slagpin om de hardheid van het witte materiaal te controleren, waarop de slagpin met een luide knal ontploft. De gevolgen zijn ernstig: de ene man raakt een paar vingers kwijt, de ander heeft letsel aan een oog.

[Proces-verbaal:]
dat de getuige [een van de werklui] ter inspectie in de keuken aanwezig het als raampin dienende pijpje uit het raamkozijn heeft getrokken en, dit bekijkende, heeft gezien dat het aan de ene zijde open was en halfgevuld met een witte stof; dat hij om zich ervan te vergewissen of die stof hard was dan wel zacht, omdat in het laatste geval het pijpje als onsterk niet als raampin zoude kunnen dienen, met het pijpje is gelopen naar het midden van de keuken waar de [andere werkman] die op den grond zijn boterham zat te eten, zeggende: Kijk eens Jan wat een raar stuk muziek van een raampin dit is en met een hoedenspeld die hij in de keuken had gevonden in dat pijpje, dat hij in zijn linkerhand had, heeft gepeuterd: dat dadelijk daarop het pijpje met een harde knal is ontploft met ernstige gevolgen voor beide getuigen.

## Hoog Militair Gerechtshof
De reserve-luitenant werd vervolgd op grond van 'zwaar lichamelijk letsel veroorzaakt door schuld', maar door het Hoog Militair Gerechtshof (HMG) vrijgesproken, omdat het causaal verband niet aanwezig werd geacht. Het Hof zag dit ongeluk niet als onmiddellijk en rechtstreeks gevolg van onvoorzichtig c.q. roekeloos gedrag van de militair. De causaliteit was doorbroken door alle handelingen die erna hadden plaatsgevonden, in het bijzonder de mogelijkheid dat wellicht de dochter onvoorzichtig heeft gehandeld.

## Tot besluit
Dit arrest houdt verband met de causa proxima-theorie, welke in het burgerlijk recht meer betekenis heeft gehad dan in het strafrecht. Deze theorie wijst als oorzaak naar de factor die zich het dichtst bij de verwerkelijking van het gevolg bevindt. Een zwak punt is, dat de eventuele fout van de dochter minder verwijtbaar is dan de fout van de militair.
Het oordeel van het hof is niet helemaal onbegrijpelijk: wie een onvoorzichtigheid begaat kan niet 'eeuwig' strafbaar blijven. Met het verstrijken van de tijd en een toenemend aantal tussenschakels tussen de verweten onvoorzichtigheid en het uiteindelijk intreden van het gevolg, wordt het steeds moeizamer om dat gevolg toe te schrijven aan de initieel gemaakte fout. Het schuldverband verbleekt en het gebeuren wordt tot een ongelukkige samenloop van omstandigheden.
Hierbij wordt wel opgemerkt, dat een doleus misdrijf op een gegeven moment verjaard is, terwijl het intreden van het gevolg voor een culpoos misdrijf noodzakelijk is, alvorens de verjaringstermijn in werking treedt. In dit geval zijn echter slechts zeven maanden verstreken.